# 1572 en littérature
| Années de la littérature : 1569 - 1570 - 1571 - 1572 - 1573 - 1574 - 1575    |
| Décennies de la littérature : 1540 - 1550 - 1560 - 1570 - 1580 - 1590 - 1600 |

Cet article présente les faits marquants de l'année 1572 en littérature.

## Événements
- 29 juin : une loi pour le « châtiment des vagabonds » régit le statut des comédiens en Angleterre[1]. Les troupes de théâtre itinérantes sont autorisées à se constituer en compagnies au service des dignitaires du royaume.

- Michel de Montaigne commence la composition des Essais[2].

## Parutions

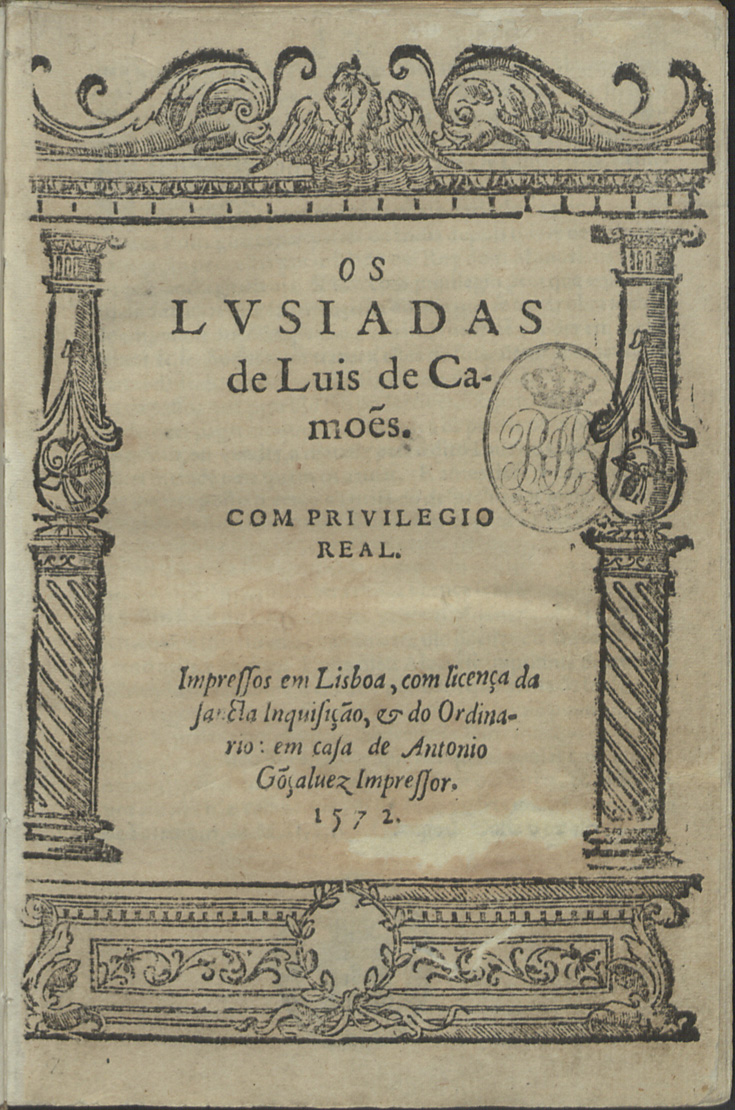
Les Lusiades, couverture de l'édition de 1572

- 12 mars : le poète portugais Luis de Camões publie le plus grand chef-d'œuvre de la littérature portugaise, Les Lusiades. La découverte des Indes par Vasco de Gama y est célébrée{[3],[4].
- 31 mai : achevé d'imprimer de la bible polyglotte d'Anvers (araméen, hébreu, grec et latin), dite aussi Bible royale ou Bible de Philippe II, éditée par Christophe Plantin[5].
- 18 octobre : Saül le furieux, tragédie de Jean de La Taille. Dans le prologue intitulé De l'Art de la Tragédie Jean de La Taille définit les règles du théâtre classique[6].

- Les Œuvres morales de Plutarque, traduites par Amyot, sont édités par Henri Estienne[7].

- Thesaurus linguae graecae, dictionnaire de Robert et Henri Estienne[8].
- Eulenspiegel Reimensweis, roman de Johann Fischart, version versifiée de la légende de Till Eulenspiegel (« Till l'Espiègle »)[9], immortalisée par le roman de Charles De Coster en 1867.

- Ronsard publie les quatre premiers livres de La Franciade[10].

## Naissances
- 22 janvier : John Donne, poète et[prédicateur anglais, chef de file de la poésie métaphysique  († 1631).

- 11 juin : Ben Jonson, dramaturge anglais de la Renaissance († 1637).